# 陳慧敏 (歌手)
陳慧敏（英語：Vivian Chan，1989年4月3日—），澳門女歌手，曾參與由澳門廣播電視股份有限公司舉辦的《Sing擂台》，取得亞軍；另於2010年參加由香港無綫電視舉辦的《超級巨聲2》，獲得第十名的佳績。2013年其首支單曲《排隊》派台，陳慧敏正式於香港出道。她同時為澳門演藝人協會的副會長。她與林欣彤為現實生活中的好友，二人於參加《超級巨聲2》時結識。

## 簡歷
陳慧敏活躍於港澳樂壇，有多首受歡迎的得獎作品，包括《小人物》、《始終》、《自拍》 、《城市人》等。熱愛音樂的她曾參與多個大型歌唱比賽，更入選《超級巨聲 2》十強，2013 年簽約太陽娛樂文化，同年推出首張同名個人專輯，正式於香港發展。
2015年，陳慧敏在音樂及影視發展作出全新突破，先推出了第二張個人專輯《小人物》，主打歌《小人物》更登上多個流行榜。
在9月份舉行了首個公開售票音樂會《飛航模式音樂會》，全場坐無虛席。
在影視上，陳慧敏更首次擔任銀幕電影《燈塔下的戀人》女主角，更參與多部電影演出如《十月初五的月光》、《29+1》等等，也為電影《沖天火》女主角作粵語配音。她同時為擔任澳門演藝人協會的副會長。
2016年於網上發佈《濠仔的心願》、《李路微》等個人創作，每首的網上瀏覽人數都高達十至二十多萬。 
2017年和排長合作發佈《兒歌串燒》 影片更在網上被瘋傳，瀏覽人數總和達二百萬。
同年發佈第三張個人創作專輯《一粒嘢》，更於11月1日在香港旺角麥花臣室內場館舉行首個公開售票個人演唱會《我們叫傻瓜演唱會 （页面存档备份，存于）》。
2018年再度擔任本地電影《熱唱吧！少女》女主角，繼續向全方位藝人方向進發。
2019年11月，在社交平台透露在早前孤身展開100日環球之旅，先前往絲綢之路多國遊覽，包括巴基斯坦和伊朗等，在埃及時險遭性侵，好友兼歌手小肥指早已經勸她要萬事小心，但「想不到她大膽丟下導遊自己外出」。陳慧敏在社交網澄清沒被性侵，對於自己的遭遇自責愚蠢及不幸。12月在土耳其遇到一名來自危地馬拉的背包客，二人十分投契，令她有嘗試開展異地戀的打算。後來二人正式一起，陳慧敏回港後靠視像維繫。
2021年正式自組公司成立「木船音樂創作室」，2022年發佈第四張個人創作專輯《浪》，包辦全碟曲詞創作，同年11月與香港演藝學院學生合作，舉行一連兩場《Interstage 2022 : 瓢》音樂會 （页面存档备份，存于）。
2023年8月參演香港兒童才藝學院兒童劇場《品格英雄》，率領近200位4-15歲小演員共同演出。
2024年5月與棋人香港主辦舉行一連四場《趁我們還有_____》個人音樂會2024，大獲好評，並將推出第五張個人專輯《這段時間的我正在 ...》。
陳慧敏亦參演電影作品，曾擔任電影《燈塔下的戀人》及《熱唱吧》女主角，憑《熱唱吧》於「第9屆法國尼斯國際電影節」榮獲「最佳外語片女主角」提名，《熱唱吧》一劇亦榮獲第八屆温哥華華語國際電影節「最佳原創音樂」「最佳粵語片」，亦參與多部電影演出如《十月初五的月光》、《29+1》等等。

## 音樂作品

### 個人專輯
| 專輯 # | 專輯名稱             | 專輯類型 | 發行日期                                                | 發行商                              | 曲目 |
| ------ | -------------------- | -------- | ------------------------------------------------------- | ----------------------------------- | --- |
| 1st    | 陳慧敏               | EP       | 2013年12月5日                                           | 太陽娛樂文化 棋人娛樂製作有限公司   | 曲目 CD 1. 排隊 2. 自拍 3. 自救 4. 我很好騙 5. 不了了之 6. 自拍（小肥 合唱版） 7. 排隊（確認版） DVD 1. 排隊 2. 自拍 3. 自救 4. 自拍（小肥 合唱版） 5. 排隊（確認版） |
| 2nd    | 小人物               | EP       | 2015年4月29日                                           | 太陽娛樂文化 棋人娛樂製作有限公司   | 曲目 CD 1. 小人物 2. 空殼 3. 始終 4. 你的手信 5. 航道 6. 完場曲 |
| 3rd    | 一粒嘢               | 大碟     | 2017年6月19日（澳門區發行） 2017年7月28日（香港區發行） | 棋人娛樂製作有限公司                | 曲目 CD 1. 我以為世界早已崩塌（國語） 2. 石路 3. 城市人 4. 童話的歳月 5. 慧敏歌 6. 濠仔的心願 7. 我們叫傻瓜 8. 青春線最後一站                                         |
| 4th    | 浪                   | EP       | 2022年9月12日                                           | 木船音樂創作室                      | 曲目 USB 1. 賽里木湖（國語） 2. 泰姬 3. 浪 4. 風之谷 |
| 5th    | 這段時間的我 正在... | 大碟     | 2024年6月25日                                           | 木船音樂創作室 棋人娛樂製作有限公司 | 曲目 CD 1. 沉默之間 2. 拯救我自己 3. 不只一萬八千個世界 4. 蔥蔥 5. Why So Serious 6. 莫名哀傷 7. 十年如一日 8. 走失了別回頭看 9. 趁我們還有                           |

### 單曲
2010年
- 失救

2016年
- 藍天空（音樂劇《芝麻GoGoV -娛樂之王》插曲）

2018年
- 班門大叔（社企計劃《一個人一首歌》）

2019年
- 沉默之間
- 跨越距離的旋律/The Melody Beyond Distance/ALÉM DA DISTÂNCIA（陳慧敏、Solange Cesarovna、龍世傑合唱）
- 薄霧 (Erick.L x 陳慧敏合唱)

2021年
- 天高海深（電影《熱唱吧》主題曲）
- 觀星（電影《熱唱吧》歌曲）
- 腦殘世界（電影《熱唱吧》歌曲）
- 天高海深（陳慧敏、周國賢合唱）（電影《熱唱吧》歌曲）

2020年
- 莫名哀傷

2021年
- 麥麥帶你飛 （页面存档备份，存于）（澳門旅遊局吉祥物麥麥主題曲）
- 樂和心事（雷霆881《樂和心事》片頭曲）
- 別拋棄我（陳慧敏、MFM合唱）（人人流浪狗澳門義工團）

2023年
- 十年如一日
- Why So Serious
- 不只一萬八千個世界

2024年
- 拯救我自己
- 趁我們還有

### 兒歌
2010年
- Go Go！美少女！（動畫《Yes! 光之美少女 Go Go!》主題曲，新城電台「勁爆兒歌榜」，兩星期冠軍歌曲）

2015年
- 航道（新城勁爆勵志‧兒歌榜亞軍歌曲）

### 歌曲創作
| - 陳慧敏 - 自救（作曲） - 陳慧敏 - 小人物（作曲） - 陳慧敏 - 空殼（作曲） - 陳慧敏 - 航道（作曲/填詞） - 陳慧敏 - 完場曲（作曲） - 陳慧敏 - 慧敏歌（作曲/填詞） - 陳慧敏 - 城市人（作曲/填詞） - 陳慧敏 - 沉默之間（作曲） - 陳慧敏、Solange Cesarovna、龍世傑 - 跨越距離的旋律（作曲） | - 陳慧敏 - 泰姬（作曲/填詞） - 陳慧敏 - 浪（作曲/填詞） - 陳慧敏 - 賽里木湖（作曲/填詞） - 陳慧敏 - 風之谷（作曲/填詞） - 陳慧敏 - Why So Serious（與陳考威、Seatravel作曲） - 陳慧敏 - 趁我們還有（作曲） - 許廷鏗、陳慧敏 - 最後一對北極熊（與許廷鏗、黃安弘作曲） - 許廷鏗 - 修羅場（作曲） - 馬曼莉 - 摯親（作曲/填詞） - 鄭欣宜 - 鄭家詠（作曲/填詞） |

### 派台歌曲成績
| 派台歌曲成績（四台）   | 派台歌曲成績（四台） | 派台歌曲成績（四台） | 派台歌曲成績（四台） | 派台歌曲成績（四台） | 派台歌曲成績（四台） | 派台歌曲成績（四台）            | 派台歌曲成績（四台）                  |
| ---------------------- | -------------------- | -------------------- | -------------------- | -------------------- | -------------------- | ------------------------------- | ------------------------------------- |
| 唱片                   | 歌曲                 | 903                  | RTHK                 | 997                  | TVB                  | 備註                            | 備註                                  |
| 2013年                 |                      |                      |                      |                      |                      |                                 |                                       |
| 陳慧敏                 | 排隊                 | 13                   | 12                   | 3                    | 4                    | 另派確認版版本                  | 另派確認版版本                        |
| 陳慧敏                 | 自拍                 | 5                    | 14                   | 5                    | -                    |                                 |                                       |
| 陳慧敏                 | 自拍（合唱版）       | -                    | -                    | 4                    | -                    | 與小肥合唱                      | 與小肥合唱                            |
| 陳慧敏                 | 自救                 | -                    | 3                    | 1                    | -                    | 首支冠軍歌 跨年上榜             | 首支冠軍歌 跨年上榜                   |
| 2015年                 |                      |                      |                      |                      |                      |                                 |                                       |
| 小人物                 | 小人物               | 9                    | 10                   | 4                    | 7                    | 新城勁爆勵志‧兒歌榜：1          | 新城勁爆勵志‧兒歌榜：1                |
| 小人物                 | 完場曲               | -                    | -                    | 7                    | -                    |                                 |                                       |
| 小人物                 | 空殼                 | -                    | -                    | -                    | -                    |                                 |                                       |
| 小人物                 | 航道                 | -                    | -                    | -                    | -                    | 新城勁爆勵志‧兒歌榜：4          | 新城勁爆勵志‧兒歌榜：4                |
| 2017年                 |                      |                      |                      |                      |                      |                                 |                                       |
| 一粒嘢                 | 慧敏歌               | 16                   | -                    | -                    | -                    |                                 |                                       |
| 一粒嘢                 | 城市人               | 13                   | -                    | 2                    | -                    |                                 |                                       |
| 一粒嘢                 | 我們叫傻瓜           | -                    | -                    | -                    | -                    | 澳門電台「華語歌曲排行榜」：1   | 澳門電台「華語歌曲排行榜」：1         |
| 2018年                 |                      |                      |                      |                      |                      |                                 |                                       |
| 一粒嘢                 | 青春線最後一站       | -                    | -                    | 2                    | -                    | 加拿大至 HIT 中文歌曲排行榜: 18 | 加拿大至 HIT 中文歌曲排行榜: 18       |
| 一個人一首歌           | 班門大叔             | 16                   | -                    | -                    | -                    |                                 |                                       |
| 2019年                 |                      |                      |                      |                      |                      |                                 |                                       |
| 這段時間的我 正在...   | 沉默之間             | 7                    | -                    | 15                   | -                    |                                 |                                       |
| 派台歌曲成績（五台）   |                      |                      |                      |                      |                      |                                 |                                       |
| 唱片                   | 歌曲                 | 903                  | RTHK                 | 997                  | TVB                  | ViuTV                           | 備註                                  |
| 2020年                 |                      |                      |                      |                      |                      |                                 |                                       |
| 這段時間的我 正在...   | 莫名哀傷             | 18                   | 20                   | -                    | -                    | -                               |                                       |
| 2021年                 |                      |                      |                      |                      |                      |                                 |                                       |
| 電影《熱唱吧》原聲大碟 | 天高海深             | -                    | -                    | -                    | -                    | -                               | 電影《熱唱吧》主題曲 Featuring 張智仁 |
| 浪                     | 浪                   | -                    | -                    | -                    | -                    | -                               |                                       |
| 2022年                 |                      |                      |                      |                      |                      |                                 |                                       |
| 浪                     | 泰姬                 | -                    | 15                   | 5                    | -                    | -                               | 加拿大至 HIT 中文歌曲排行榜：17       |
| 2023年                 |                      |                      |                      |                      |                      |                                 |                                       |
| 這段時間的我 正在...   | 十年如一日           | 10                   | ×                    | 9                    | -                    | 4                               |                                       |
| 這段時間的我 正在...   | Why So Serious       | -                    | -                    | -                    | 20                   | -                               |                                       |
| 這段時間的我 正在...   | 不只一萬八千個世界   | -                    | -                    | -                    | -                    | -                               |                                       |
| 2024年                 |                      |                      |                      |                      |                      |                                 |                                       |
| 這段時間的我 正在...   | 拯救我自己           | 13                   | -                    | -                    | 4                    | -                               |                                       |
| 這段時間的我 正在...   | 趁我們還有           | -                    | -                    | -                    | 16                   | -                               |                                       |

| 各台冠軍歌總數 | 各台冠軍歌總數 | 各台冠軍歌總數 | 各台冠軍歌總數 | 各台冠軍歌總數 | 各台冠軍歌總數    | 各台冠軍歌總數    | 各台冠軍歌總數 |
| -------------- | -------------- | -------------- | -------------- | -------------- | ----------------- | ----------------- | -------------- |
| 四台a          | 903            | RTHK           | 997            | TVB            | 備註              | 備註              |                |
| 四台a          | 0              | 0              | 1              | 0              | 四台冠軍歌總數：0 | 四台冠軍歌總數：0 |                |
| 五台b          | 903            | RTHK           | 997            | TVB            | ViuTV             | 備註              |                |
| 五台b          | 0              | 0              | 0              | 0              | 0                 | 五台冠軍歌總數：0 |                |

- （*）仍在榜上
- （-）未能上榜
- （×）沒有派往該台
- （(1)）兩週冠軍
- ^  注解a：包括2020年後的冠軍歌曲
- ^  注解b：2020年起

## 演出作品

### 超級巨聲2比賽歷程
| 集數 | 首播日期   | 比賽主題                               | 參賽歌曲                 | 原唱者                    | 分數     | 備註                            |
| ---- | ---------- | -------------------------------------- | ------------------------ | ------------------------- | -------- | ------------------------------- |
| 01   | 2010/05/09 | 巨聲初歌（上）                         | 我願意                   | 王菲                      | 10/25    |                                 |
| 03   | 2010/05/30 | 挑戰經典（上）                         | 月亮代表我的心           | 鄧麗君                    | 10/25    | —                               |
| 05   | 2010/06/06 | 合唱激戰（跟朱愷瑤合唱）               | 談情說愛                 | 葉蒨文 鄭秀文             | 13/25    | 本集最低分                      |
| 06   | 2010/06/13 | 超級巨聲新勢力（跟吳業坤、胡鴻鈞合唱） | 分分鐘需要你 木紋 友共情 | 林子祥 何韻詩 古巨基      | 11/25    | 本集最高分 與吳業坤、胡鴻鈞合作 |
| 07   | 2010/06/20 | 偶像巨聲挑戰賽（上）（跟小琳合唱）     | 紅豆                     | 王菲                      | 10/25    |                                 |
| 10   | 2010/07/04 | 快慢歌情感激戰（下）                   | 傷信                     | 陳奕迅                    | 10/25    | 進入淘汰區                      |
| 12   | 2010/07/18 | 決戰巨聲幫（下）                       | 浪花一朵朵 問我          | 任賢齊、阿牛、光良 陳麗斯 | 11/25    | 進入淘汰區 與吳業坤、李俊晨合作 |
| 14   | 2010/08/15 | 電視金曲唱激鬥（下）                   | 歲月的童話               | 羅嘉良                    | 21.2/100 |                                 |
| 15   | 2010/08/22 | 合唱對戰                               | Close to you             | Carpenters                | 30/100   | 與羅孝勇對唱 被淘汰             |

### 主持節目
2011年
- 廣州闖蕩
- Music Café

### 綜藝節目演出
2011年
- 救護精英愛心Show
- 新加坡星和無綫電視大獎2011
- 粉絲會（無綫收費電視娛樂新聞台）

2015年
- 歡樂滿些牙（毛記電視）

2016年
- ShowTime我主場（ViuTV）

2017年
- 超低能特攻隊（ViuTV）
- Cable Music（澳門有線第一頻道）
- 威水會（ViuTV）

2018年
- 有薪假期鳥取篇（ViuTV）

2019年
- 有薪假期北海道篇（ViuTV）
- 掟返個大灣 （香港開電視）

2022年
- Chill Club  | 第123集 | 小肥、陳慧敏 （页面存档备份，存于）（ViuTV）

2023年
- Chill Club | 第187集 | per se、陳慧敏 （页面存档备份，存于）（ViuTV）
- MM730 - 粉絲福利署 | 第63集  （页面存档备份，存于）（ViuTV）
- 晚吹 - 讓我一次買個夠 | 第33集 （页面存档备份，存于）（ViuTV）
- 港樂• 講樂 | 第52集 （页面存档备份，存于）（香港電台）

### MV演出
2012
- 始終 （页面存档备份，存于）

2013
- 排隊 （页面存档备份，存于）
- 排隊（確認版） （页面存档备份，存于）
- 自拍 （页面存档备份，存于）
- 自拍（合唱版） （页面存档备份，存于）- 陳慧敏 x 小肥
- 自救 （页面存档备份，存于）

2015
- 小人物 （页面存档备份，存于）
- 完場曲 （页面存档备份，存于）
- 始終 （页面存档备份，存于）

2017
- 慧敏歌 （页面存档备份，存于）
- 城市人 （页面存档备份，存于）
- 我們叫傻瓜 （页面存档备份，存于）
- 童話的歲月 （页面存档备份，存于）

2018
- 青春線最後一站 （页面存档备份，存于）
- 忍 （页面存档备份，存于） - 林欣彤
- Da Di Da （页面存档备份，存于） - 林欣彤

2019
- 沉默之間 （页面存档备份，存于）

2020
- 莫名哀傷 （页面存档备份，存于）

2021
- 天高海深 （页面存档备份，存于）
- 浪 （页面存档备份，存于）

2023
- Why So Serious （页面存档备份，存于）
- 不只一萬八千個世界 （页面存档备份，存于）

### 電影
| 上映日期       | 劇名                                         | 角色                |
| 2015年9月10日  | 燈塔下的戀人                                 | Phillis             |
| 2015年10月29日 | 碟仙碟仙                                     | Ceci                |
| 2015年11月12日 | 十月初五的月光                               |                     |
| 2015年12月31日 | 紀念日                                       | 慧敏                |
| 2016年4月30日  | 熱唱吧！兄弟 (微電影) （页面存档备份，存于） | 陳韻之              |
| 2017年5月11日  | 29+1                                         | Iris                |
| 2021年8月26日  | 熱唱吧                                       | 劉玉芳 (第一女主角) |
| 2025年1月28日  | 臨時決鬥                                     | 陳姑娘              |

## 獎項
澳門
- 《Sing擂台》總決賽－亞軍。
- 《第十屆澳廣視至愛新聽力》至愛金曲奬－始終 （页面存档备份，存于）
- 《第一屆澳門樂壇頒獎典禮》最受歡迎女歌手
- 《第一屆澳門樂壇頒獎典禮》最佳女歌手
- 《第一屆澳門樂壇頒獎典禮》年度最佳歌曲 - 小人物 （页面存档备份，存于）
- 《OOH! Macau MV Awards》最佳表現女歌手 - 慧敏歌 （页面存档备份，存于） 主唱 / 作曲 / 作詞

香港
- 無綫電視《超級巨聲2》我最喜愛巨聲金曲－第3名 - 歲月的童話 （页面存档备份，存于）
- 第三十六屆十大中文金曲頒獎音樂會：最有前途新人獎 優異獎
- 新城勁爆頒獎禮2013：新城勁爆新登場海外歌手

## 外部連結
- 陳慧敏的Facebook專頁
- 陳慧敏的Instagram帳戶
- 陳慧敏的新浪微博
- YouTube上的陳慧敏頻道
- 棋人娛樂製作：陳慧敏 （页面存档备份，存于）